# Sunflower (Mississippi)
Sunflower ist eine Town im Sunflower County, Mississippi, USA. Bei der Volkszählung 2020 betrug die Einwohnerzahl 964.

## Persönlichkeiten
- Willie Best (1916–1962), Schauspieler
- Jerry Butler (1939–2025), Soulsänger
- Craig Claiborne (1920–2000), Restaurantkritiker, Kochbuchautor und Journalist
- Matt Murphy (1929–2018), Blues-Gitarrist
- Johnny Russell (1940–2001), Country-Musiker und Songwriter
- Big John Wrencher (1923–1977), Blues-Mundharmonikaspieler und Sänger